# Gaćice (Vitez, BiH)
Gaćice su naseljeno mjesto u općini Vitez, Federacija Bosne i Hercegovine, BiH.

## Stanovništvo

### 1991.
Nacionalni sastav stanovništva 1991. godine, bio je sljedeći:
ukupno: 632
- Muslimani - 325
- Hrvati - 264
- Srbi - 2
- Jugoslaveni - 24
- ostali, neopredijeljeni i nepoznato - 17

### 2013.
Nacionalni sastav stanovništva 2013. godine, bio je sljedeći:
ukupno: 625
- Bošnjaci - 293
- Hrvati - 281
- Srbi - 1
- ostali, neopredijeljeni i nepoznato - 50